# Sapezal
Sapezal est une municipalité brésilienne située dans l'État du Mato Grosso.
En 2010, la population était de 18 080 habitants, elle est passée à 28 944 habitants en 2022, soit une augmentation de 60 % en 12 ans,.